# Carlos Antonio López
Carlos Antonio López Insfrán (Asunción, 4 de novembre del 1792 - 10 de setembre del 1862) va ser un polític paraguaià. Va ser triat cònsol al costat de Mariano Roque Alonso pel cinquè Congrés Nacional el 1841. Al final del Consolat es va cridar a congrés el 1844, on es va aprovar la constitució redactada per López i va ser triat com a primer president del Paraguai.
El seu govern es va destacar per les diverses reformes que van contribuir al progrés del país en els aspectes polítics, econòmics i sobretot culturals. Mitjançant aquests èxits va ser reelegit en el càrrec el 1854 i 1857.

## Trajectòria
López va néixer a la Chacarita Manora, Asunción, el 4 de novembre del 1792. Aconsellat pels seus pares va cursar els seus estudis de filosofia i teologia al Reial Seminari de San Carlos d'aquesta ciutat, però després va abandonar aquesta carrera per estudiar dret. Després de doctorar en jurisprudència, va ser catedràtic d'aquesta institució. Degut a les hostils relacions amb el seu oncle, el dictador José Gaspar Rodríguez de Francia, es va veure obligat a mantenir-se ocult de manera clandestina per diversos anys. Tot i això, va adquirir un gran coneixement de les lleis i assumptes governamentals que, a la mort de Francia el 1840, després del breu govern de la junta provisòria que va dirigir el país entre el 1840 i 1841, va ser elegit cònsol juntament amb el tinent Mariano Roque Alonso, lloc en què es va exercir entre 1841 i 1844.
Promulgada la llei de l'administració política del 1844, el 13 de març d'aquest any, reunit el Congrés, es va donar per acabat el govern consular i es va decidir triar un president, sent triat Don Carlos Antonio López primer President Constitucional de la República pel període 1844-1854. Al final d'aquest període, va ser reelegit dues vegades, una per tres (1854-1857) i una altra per deu anys (1857-1867), però no va poder completar aquesta tercera etapa de la seva presidència per la seva mort, el 10 de setembre del 1862. Encara que nominalment era un president actuant sota una constitució republicana, va governar despòticament. El seu govern va ser en general dirigit amb sàvia energia al desenvolupament dels recursos materials, va dotar el país d'una nova constitució i un exèrcit modern.
Entre els més importants aportacions de la seva gestió es poden citar:
- El primer tram del Ferrocarril Nacional.
- La creació de la Flota Nacional.
- Les foses de ferro de Ybycuí.
- El desenvolupament de l'arsenal.
- L'increment de la producció i el comerç. Es van signar tractats comercials amb França, els Estats Units i el Regne Unit.
- La creació de més de 300 escoles, declarant-se l'ensenyament gratuït i obligatòria.
- La creació de l'Himne Nacional.
- La reforma de l'agricultura.
- La concessió de la ciutadania als indígenes el 1848, encara que les terres i altres béns d'aquests passen a propietat de la Secretaria Nacional de Cultura "Blog Archive": el Decret del 7 d'octubre del 1848, del president Carlos Antonio López.
- La fundació del periòdic El Paraguayo Independiente.
- La reorganització completa de l'Administració pública, amb un major pressupost.
- La instal·lació d'impremtes.
- El ressorgiment de la vida social.
- La consolidació de les fronteres paraguaianes, així com el reconeixement de la seva independència per part de molts països.

El zel que guardava als acostaments estrangers diverses vegades ho van embolicar en disputes diplomàtiques amb Brasil, Anglaterra, i els Estats Units, que moltes vegades el van portar a la vora de la guerra, però cada vegada que això succeïa es redimia per mitjà d'audaces evasions.
Quan va morir, va deixar el camí marcat perquè el seu primogènit fill Francisco Solano López (1826 - 1870), a qui anteriorment havia confiat càrrecs de responsabilitat, ho succeís en la presidència del país.